# Omar Abdirashid Ali Sharmarke
Omar Abdirashid Ali Sharmarke (ur. 18 czerwca 1960 w Mogadiszu) – somalijski polityk, premier Somalii od 14 lutego 2009 do 21 września 2010 oraz od 24 grudnia 2014 do 1 marca 2017.

## Życiorys
Omar Abdirashid Ali Sharmarke urodził się w 1960. Jest synem byłego premiera i prezydenta Somalii Abdirashida Alego Shermarke, który został zamordowany w 1969 w czasie sprawowania urzędu. Pochodzi z grupy etnicznej Darod. Sharmarke wychował się i zdobył wykształcenie w Stanach Zjednoczonych oraz w Kanadzie. Posiada dwa obywatelstwa: somalijskie oraz kanadyjskie. Ukończył nauki polityczne i ekonomię polityczną na Carleton University w Ottawie.
W czasie swojej kariery zawodowej zajmował różne stanowiska w strukturach ONZ. Był doradcą politycznym ONZ ds. konfliktu w Darfurze, a także w Sierra Leone i na Sri Lance. Pełnił funkcję ambasadora Somalii w USA.

## Premier
13 lutego 2009 prezydent Szarif Szajh Ahmed nominował Omara Abdirashida Alego Sharmarke na stanowisko premiera. Zastąpił on Nur Hassana Husseina, co było konieczne, gdyż ten pochodził z tej samej grupy etnicznej co prezydent, czego zabraniały przepisy prawa. Premier elekt zapowiedział kontynuację działań na rzecz „pojednania i stworzenia poczucia jedności wśród Somalijczyków”. Ogłosił zamiar stworzenia rządu nietarganego walkami wewnętrznymi, lecz zdolnego do pomocy obywatelom. Za swoje główne cele uznał umożliwienie powrotu na ojczyste ziemie obywatelom przesiedlonym w wyniku walk, ułatwienie dostępu do międzynarodowej pomocy oraz włączenie ugrupowań opozycyjnych w proces pokojowy. Nominacja Sharmarke była widziana jako próba zaangażowania somalijskiej diaspory, żyjącej zagranicą w proces pokojowy w kraju oraz skupienia uwagi całej społeczności międzynarodowej na sprawie walk w Somalii.
14 lutego 2009 somalijski parlament w Dżibuti zatwierdził Sharmarke na stanowisku premiera. Otrzymał on poparcie 414 deputowanych przy 9 głosach przeciwnych jego kandydaturze. 21 lutego 2010 premier mianował 36 ministrów swojego gabinetu. W jego szeregach znaleźli się byli przedstawiciele opozycji oraz reprezentanci różnych somalijskich grup etnicznych, w tym 3 kobiety. Następnego dnia gabinet uzyskał wotum zaufania od parlamentu i został oficjalnie zaprzysiężony.
W październiku 2009 premier zadeklarował podjęcie przez jego rząd działań mających na celu eliminację piractwa z somalijskiego wybrzeża w ciągu 2 lat.
W maju 2010, równocześnie ze wznowieniem ofensywy przez islamskich bojowników i podjęciem ataku na Mogadiszu, doszło do kryzysu politycznego w strukturach somalijskich władz. Przewodniczący parlamentu Adan Mohamed Nuur Madobe zażądał zdymisjonowania gabinetu premiera Sharmarke, zarzucając mu korupcję i nieefektywne działanie. 16 maja 2010 został jednak pozbawiony stanowiska przewodniczącego izby przez większość parlamentarną. Głos w sprawie zabrał wówczas prezydent Sharif Sheikh Ahmed, który również wyraził zamiar zdymisjonowania gabinetu i powołania w jego miejsce nowego. Jego stanowisko zapoczątkowało spór głowy państwa z szefem rządu.
17 maja 2010 prezydent Ahmed zdymisjonował premiera, jednak Sharmarke uznał jego działania za niekonstytucyjne i nie podporządkował się im. Zgodnie z art. 44 i 51 Tymczasowej Karty Federalnej rząd mógł zostać rozwiązany wyłącznie na drodze uchwalenia przeciwko niemu wotum nieufności przez parlament. 20 maja 2010 prezydent, po spotkaniu z prawnikami, którzy również uznali jego działanie za niezgodne z prawem, anulował swoją decyzję.
We wrześniu 2010 doszło do wybuchu sporu między prezydentem a prezydentem w przedmiocie projektu nowej konstytucji, inicjatywie mającej poparcie ze strony ONZ, UE i USA. Premier Sharmarke opowiadał się za przyjęciem jej projektu po konsultacjach z organizacjami społecznymi i w głosowaniu przez parlament, prezydent Ahmed natomiast optował za rozpisaniem w tej sprawie powszechnego referendum. 15 września 2010 prezydent wezwał do dokonania zmian w rządzie. Następnego dnia w parlamencie przedstawiony został wniosek o wotum nieufności dla rządu, który miał być poddany pod głosowanie 18 września. Jednak z powodu braku kworum głosowanie w tym dniu zostało odroczone przez przewodniczącego parlamentu.
21 września 2010 premier Sharmarke dobrowolnie ustąpił ze stanowiska, co oznaczało także dymisję całego gabinetu. Swoją decyzję argumentował potrzebą zakończenia wewnętrznych sporów przyczyniających się do obniżenia zdolności obronnych i poziomu bezpieczeństwa. Stwierdził, że jego rezygnacja stwarza szansę na „ocalenie narodu” i przejęcie odpowiedzialności przez innych. Prezydent Ahmed podziękował premierowi za „odważną decyzję”, nazywając ją również „historyczną”, gdyż rozwiązującą konflikt przez działania samych Somalijczyków, bez interwencji zagranicznych sił. Tego samego dnia na stanowisko p.o. premiera powołał wicepremiera Abdiwahida Gonjeh.
Od lipca do grudnia 2014 zajmował stanowisko ambasadora Somalii w Stanach Zjednoczonych. 17 grudnia 2014 został po raz drugi desygnowany na stanowisko premiera Somalii po tym, jak parlament przegłosował wotum nieufności wobec jego poprzednika, Cabdiwaliego Sheekha Axmeda. 24 grudnia 2014 jego kandydatura został zatwierdzona przez parlament i tego samego dnia został zaprzysiężony.
Stanowisko premiera zajmował do 1 marca 2017, kiedy zastąpił go Hassan Ali Khayre, nominowany na urząd przez nowo wybranego prezydenta Mohameda Abdullahiego Mohameda.